# 大給湛子
大給 湛子（おぎゅう きよこ、1919年（大正8年）8月2日 - 2019年（令和元年）8月1日）は、日本の元皇族。朝香宮鳩彦王第2王女子。旧名は湛子女王。兄に孚彦王・正彦王、姉に紀久子女王がいる。大給義龍伯爵夫人。明治天皇の孫世代では最後の存命者であった。

## 栄典
- 1940年（昭和15年）8月15日 - 紀元二千六百年祝典記念章[2]
- 1941年（昭和16年）10月23日  - 勲二等宝冠章[3]

## 著書
- 『素顔の宮家』 2009年10月3日 PHP研究所 ISBN 978-4569771724